# Cratere McAuliffe
McAuliffe è un cratere lunare di 19,11 km situato nella parte sud-orientale della faccia nascosta della Luna.